# Lepus sinensis
La lepre cinese (Lepus sinensis Gray, 1832) è un mammifero lagomorfo della famiglia dei Leporidi.

## Distribuzione
Con tre sottospecie (Lepus sinensis formosus, Lepus sinensis sinensis e Lepus sinensis yuenshanensis) la specie è diffusa lungo la fascia costiera della Cina meridionale (a sud dello Yangtze), oltre che a Taiwan ed in Vietnam settentrionale: si hanno notizie di ritrovamenti di esemplari ascrivibili a questa specie ritrovati più ad ovest rispetto a questi limiti, tuttavia molti studiosi sono propensi a credere che si tratti di esemplari della congenere lepre birmana (Lepus peguensis).
Il suo habitat è costituito dalle aree aperte erbose o cespugliose fino a 5000 m di quota.

## Descrizione

### Dimensioni
Misura fino a mezzo metro di lunghezza, per un peso massimo che può sfiorare i 2 kg.

### Aspetto
Il corpo è tozzo e massiccio, con grossa testa ed orecchie piuttosto corte.
Il pelo è di color bruno-rossiccio, con tendenza a schiarirsi lungo i fianchi, dove diventa di color ruggine, mentre il ventre ed i cerchi perioculari sono di colore giallo ocra.

## Biologia
Si tratta di animali dalle abitudini solitarie e notturne, anche se è possibile talvolta vederli in coppie o durante il giorno, situazione quest'ultima tipica delle giornate nuvolose. Durante il giorno, tuttavia, l'animale è solito in condizioni normali riposarsi nel folto della vegetazione, restando tuttavia sempre in allerta per percepire (mediante il finissimo udito) eventuali rumori sospetti, che potrebbero significare la presenza nei paraggi di qualche potenziale pericolo.

### Alimentazione
Si tratta di animali vegetariani, che consumano qualsiasi tipo di pianta commestibile, oltre a funghi ed altri materiali di origine vegetale.

COme gli altri lagomorfi, inoltre, la lepre cinese pratica la coprofagia al fine di ridigerire le proprie feci ed estrarre il massimo nutrimento possibile dal proprio cibo.

### Riproduzione
La stagione riproduttiva cade fra aprile ed agosto: l'accoppiamento è piuttosto promiscuo, nel senso che ciascun maschio cerca di accoppiarsi col maggior numero di femmine possibile, così che ciascuna femmina ricettiva viene montata da più maschi.

La gestazione dura circa 5 settimane, al termine delle quali la femmina dà alla luce in media tre cuccioli già ricoperti di pelo ed in grado di vedere: comune nella lepre cinese è il fenomeno della superfetazione, ossia la capacità della femmina di essere nuovamente fecondata durante la gestazione. I piccoli sono in grado di seguire la madre già poche ore dopo la nascita, e diventano indipendenti appena dopo lo svezzamento (che avviene solitamente attorno al mese d'età).